# Night People
Night People è un singolo del gruppo Synth pop inglese The Human League. 
Uscito il 22 novembre 2010 è il primo singolo estratto dall'ultimo album della band, "Credo", uscito nel marzo del 2011.
Il singolo contiene remix di Cerrone, Mylo, Emperor Machine e Villa, ed ha raggiunto la 25ª posizione nella Top 30 Indie Singles Chart di Radio 1 BBC.
I quotidiani The Guardian e The Independent hanno pubblicato delle lusinghiere recensioni su questo brano che segna il ritorno della band sul mercato dopo molti anni.
Phil Oakey, frontman e autore degli Human League, ha dichiarato in un'intervista che Night People "non è stato scritto per andare in radio; è stato scritto per andare nei club e per essere remixata ma improvvisamente è diventato un singolo entrando nel repertorio di Radio 2.